# آئوست
آئوست (به فرانسوی: Aouste) یک کمون در فرانسه است که در دپارتمان آردن واقع شده‌است. آئوست ۱۲٫۸۳ کیلومتر مربع مساحت دارد ۲۰۵ متر بالاتر از سطح دریا واقع شده‌است.